# Petr Janda
Petr Janda (Prága, 1942. május 2. –) cseh énekes és gitáros, az Olympic együttes frontembere. Számos legendás cseh rockzenei dal szerzője.

## Életrajza
A Jaroslav Ježek konzervatóriumban érettségizett. Zenei pályafutását 1959-ben a Sputnici együttesben kezdte, később a Big Beat Quintetben játszott, majd 1963-ban megalapította az Olympic együttest.
2004-ben indult a cseh szenátusi választásokon független jelöltként a kutná horai körzetben, de nem járt sikerrel.

## Családja, magánélete
Első felesége Jana volt, tőle született 1974-ben lánya, Lánya Marta Jandová énekesnő. Második felesége Martina volt, akitől Eliška (1992) lánya született. Harmadik felesége Alice, akitől két gyermeke született, Anežka (2009) és Rozária (2012).
Testvére, Slavka Janda az Abraxas együttes tagja.